# Wim Van Huffel
Wim Van Huffel (ook wel Wim Vanhuffel, Oudenaarde, 25 mei 1979) is een Belgisch voormalig wielrenner.

## Biografie
De Oost-Vlaming Van Huffel werd prof in 2002 bij Vlaanderen-T Interim. Hij reed drie jaar in deze ploeg, zonder veel opvallende resultaten en één overwinning: de Hel van het Mergelland in 2003. Een aantal opvallende klasseringen, waaronder een achtste plaats in de Ronde van Oostenrijk in 2004, leverden hem voor 2005 een contract op bij Davitamon-Lotto.
Van Huffel verraste in 2005 door in zijn allereerste Ronde van Italië meteen elfde te eindigen in het eindklassement, op bijna 14 minuten van winnaar Paolo Savoldelli. Hij kon vooral in de slotweek goed mee bergop. In de bergrit naar Limone Piemonte eindigde hij 4de en in de bergrit naar Sestriere veroverde hij een 5de plaats. In de Ronde van Italië 2006 legde hij beslag op de zeventiende plaats in het algemeen klassement. Zijn prestatie van 2005 kon hij echter niet bevestigen.
Van Huffel beeïndigde zijn carrière in 2010.

## Belangrijkste resultaten
2002
- 9e - GP Llodio

2003
- 1e - Hel van het Mergelland

2004
- 5e - Druivenkoers
- 8e - Ronde van Oostenrijk

2005
- 4e - Brabantse Pijl
- 5e - Ronde van het Waalse Gewest
- 10e - Belgisch kampioenschap wielrennen

2006
- 5e - GP van Wallonië
- 8e - Omloop Mandel-Leie-Schelde
- 9e - Brixia Tour

2007
- 1e - Bergklassement Ronde van de Algarve
- 6e - Kuurne-Brussel-Kuurne
- 10e - Druivenkoers

## Resultaten in voornaamste wedstrijden
| Jaar | Ronde van Italië | Ronde van Frankrijk | Ronde van Spanje |
| ---- | ---------------- | ------------------- | ---------------- |
| 2002 |                  |                     |                  |
| 2003 |                  |                     |                  |
| 2004 |                  |                     |                  |
| 2005 | 11e              |                     |                  |
| 2006 | 17e              |                     |                  |
| 2007 | opgave           |                     | 26e              |
| 2008 | 38e              |                     |                  |
| 2009 |                  |                     |                  |

| Jaar | Ronde van Vlaanderen | Amstel Gold Race | Luik-Bast.‑Luik | Ronde van Lombardije | Waalse Pijl | Brabantse Pijl |  | Wereldranglijsten |
| ---- | -------------------- | ---------------- | --------------- | -------------------- | ----------- | -------------- |  | ----------------- |
| 2002 |                      |                  |                 |                      | 64e         |                |  |                   |
| 2003 |                      |                  |                 |                      | 84e         | 34e            |  |                   |
| 2004 | 70e                  | 44e              |                 |                      |             |                |  |                   |
| 2005 |                      |                  | 24e             |                      | 100e        | 4e             |  | 106e (UPT)        |
| 2006 |                      | 48e              |                 | 60e                  |             | 35e            |  | 163e (UPT)        |
| 2007 |                      | 65e              | 50e             | 57e                  | 30e         |                |  |                   |
| 2008 |                      |                  |                 | 63e                  |             | 32e            |  |                   |
| 2009 | 71e                  |                  |                 |                      |             | 82e            |  |                   |